# Шенако
Шенако (груз. შენაქო) — село в Ахметському муніципалітеті, сільрада (сакребуло) Омало. Лежить на південному схилі Пірікітського хребта. Розташоване на висоті 2080 м над рівнем моря, на відстані 100 км від міста Ахмета. Згідно з даними перепису 2014 року, в селі мешкає 4 осіб.

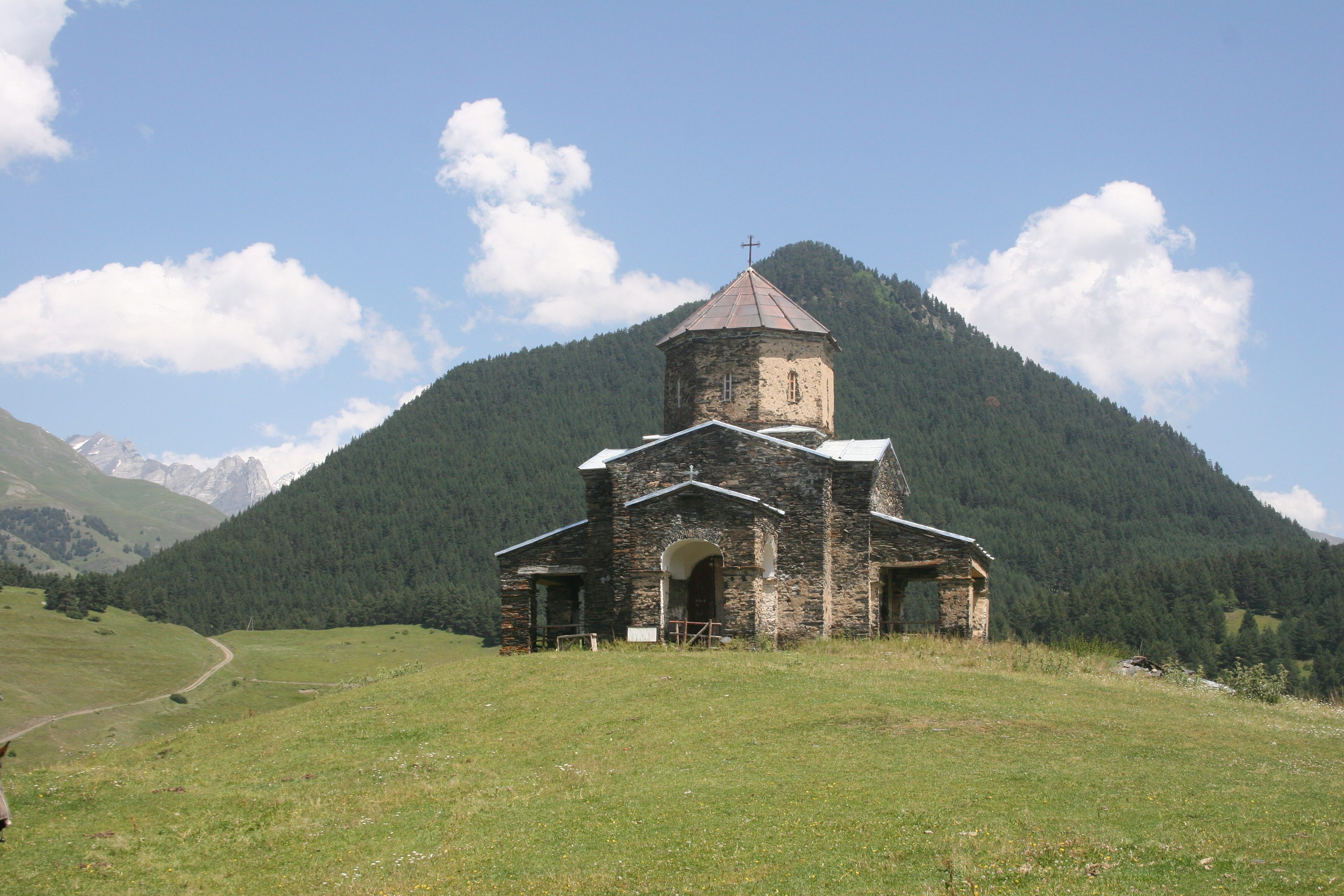
Церква в селі Шенако